# Citerione
Nella mitologia greca,  Citerione  o Citerone  era il nome di uno dei re di Platea, predecessore di Asopo. A lui si deve il nome dell'omonima montagna della Grecia.

## Il mito
Citerione fu partecipe di una disputa fra il padre degli dei Zeus e sua moglie Era. Zeus non era riuscito a sedurre la moglie e chiese consiglio a Citerione come era solito a quei tempi chiedere consigli agli umani che riteneva degni. Il suo consiglio fu quello di creare una statua di donna fatta di legno, Citerione poi diffuse la notizia che era l'amante del dio quindi Era venne e una volta scoperto l'inganno rise e fece pace con il marito.

## Pareri secondari
Secondo altri pareri invece Citerione era un giovane molto bello, amato da Tisifone, una delle Erinni. L'uomo non volle saperne di lei e Tisifone, con i suoi poteri, trasformò uno dei capelli del giovane in un serpente che lo morse uccidendolo mentre si trovava su un monte che da allora prese il suo nome (secondo una variante fu un serpente della chioma di Tisifone a morderlo).
Altra storia sempre collegabile al suo mito lo vedeva fratello di Elicone, i due avevano caratteri opposti e Citerione finì per uccidere sia suo padre che suo fratello, facendolo precipitare da un monte; in quella circostanza cadde anch'egli, e dai due si ebbero i nomi delle due montagne vicine.

### Fonti
- Pausania libro IX, 3 1-3

### Moderna
- Luisa Biondetti, Dizionario di mitologia classica, Milano, Baldini&Castoldi, 1997, ISBN 978-88-8089-300-4.
- Pierre Grimal, Enciclopedia della mitologia 2ª edizione, Brescia, Garzanti, 2005, ISBN 88-11-50482-1. Traduzione di Pier Antonio Borgheggiani